# Pityrodia loxocarpa
Pityrodia loxocarpa là một loài thực vật có hoa trong họ Hoa môi. Loài này được (F.Muell.) Druce miêu tả khoa học đầu tiên năm 1917.